# Airspeed Ambassador
El Airspeed AS.57 Ambassador fue un avión comercial bimotor de pistón y ala alta fabricado por la compañía británica Airspeed Limited entre 1947 y 1953, aunque únicamente se llegaron a construir 23 unidades. El proyecto del Ambassador comenzó en 1943 como uno de los requerimientos del Comité Brabazon, con la intención de convertirse en un potencial sucesor del Douglas DC-3 estadounidense, realizando su primer vuelo el 10 de julio de 1947.
El modelo es trístemente conocido por ser el avión protagonista del desastre aéreo de Múnich, cuando el 6 de febrero de 1958 el Ambassador que realizaba el vuelo 609 de la British European Airways se estrelló en el aeropuerto de Múnich-Riem, viajando en él la plantilla al completo del equipo de fútbol Manchester United, y falleciendo un total de 21 personas.

## Variantes

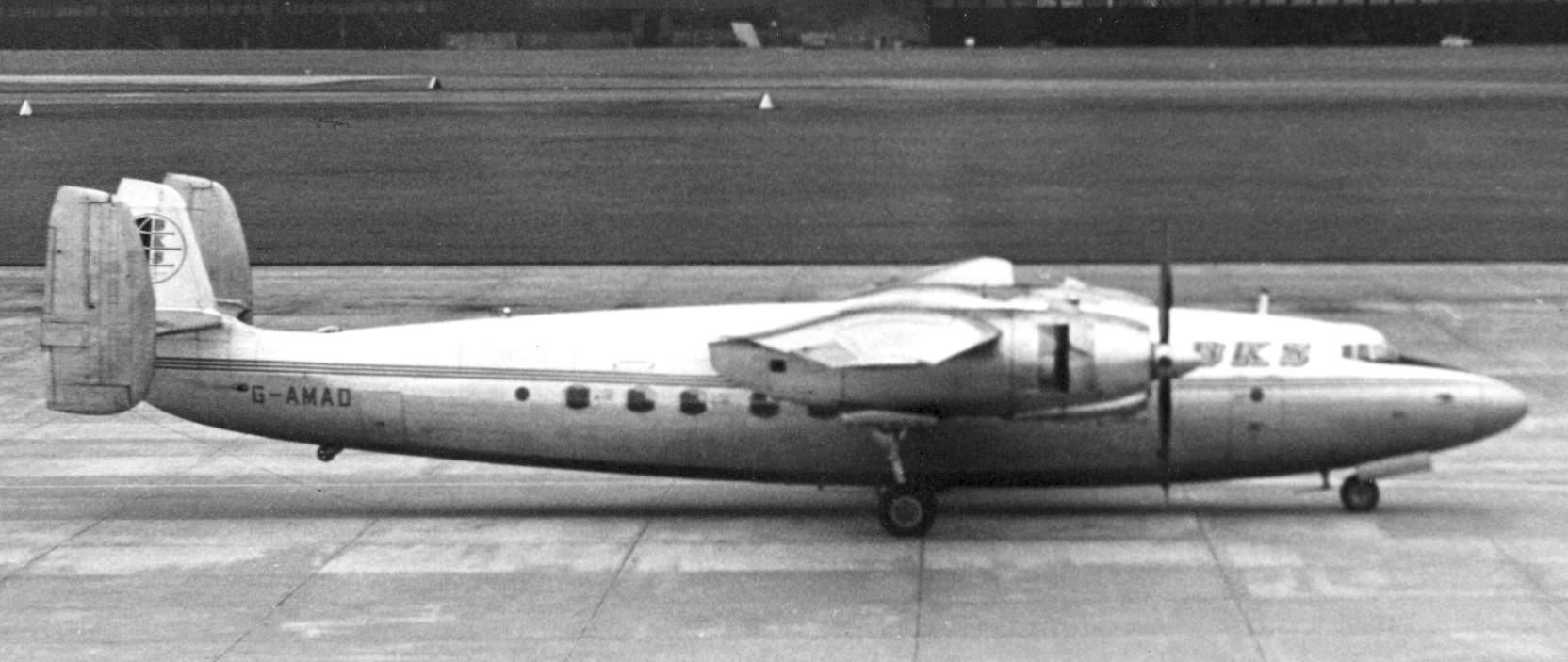
Airspeed Ambassador de la compañía BKS Air Transport en 1965.

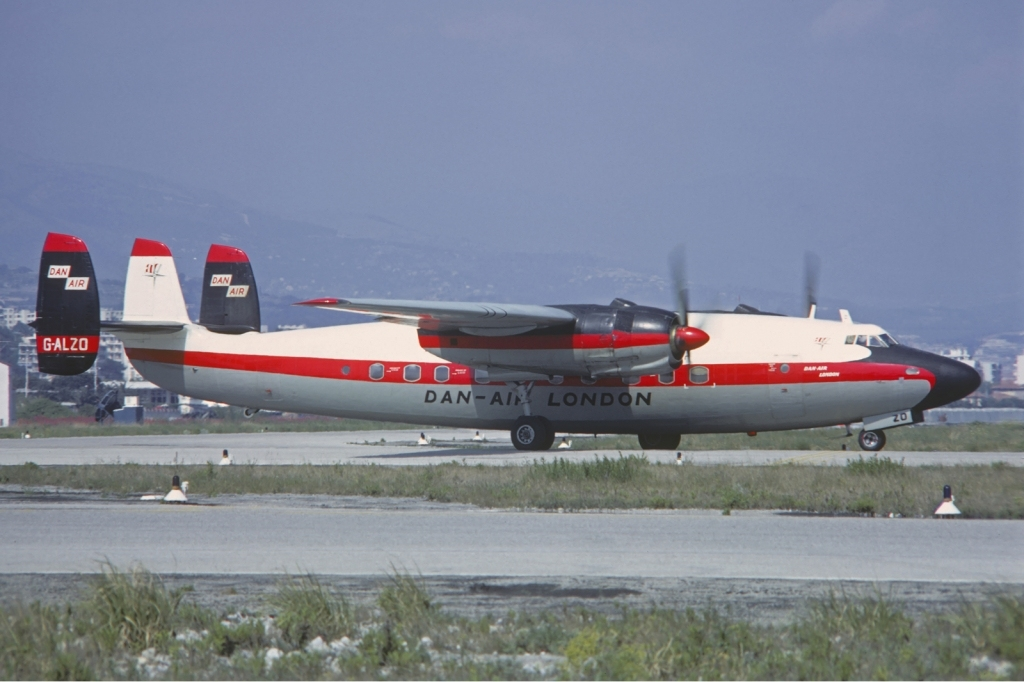
Airspeed Ambassador de Dan-Air en Niza 1970

AS.57 Ambassador 1
Prototipo que llevaba motores Bristol Centaurus; dos unidades construidas.
AS.57 Ambassador 2
Versión de producción; 21 unidades construidas.

## Operadores

### Civiles
Australia
- Butler Air Transport: operó 3 unidades.

 Nueva Zelanda
- South Seas Airways: adquirió una unidad pero no logró la licencia de operación, por lo que nunca llegó a operar.

 Suiza
- Globe Air: operó 3 unidades.

 Reino Unido
- Autair International Airways: operó 3 unidades.
- BKS Air Transport: operó 3 unidades.
- British European Airways: operó 20 unidades, siendo el mayor usuario del Ambassador.
- Dan-Air: operó 7 unidades.
- Decca Navigator Company: operó una unidad.
- Shell Aviation Limited: operó 2 unidades.

### Militares
Jordania
- Real Fuerza Aérea Jordana

 Marruecos
- Real Fuerza Aérea Marroquí

## Especificaciones

### Características generales
- Tripulación: 3
- Capacidad: 47-60 pasajeros
- Longitud: 24,99 m
- Envergadura: 35,05 m
- Altura: 5,74 m
- Superficie alar: 111,48 m²
- Peso vacío: 16,047 kg kg
- Peso cargado: 23.814 kg
- Planta motriz: 2× motor de pistón de 18 cilindros Bristol Centaurus 661.
  - Potencia: 2.625 HP 1.958 kW cada uno.

### Rendimiento
- Velocidad crucero (Vc): 418 km/h 260 mph
- Radio de acción: 2,200 km
- Techo de vuelo: 7.600 m
- Régimen de ascenso: 6,35 m/s 1.250 pies/min

### Aeronaves similares
- CASA C-207 Azor
- Lockheed Constellation
- Convair 240
- Martin 2-0-2
- Martin 4-0-4
- Vickers VC.1 Viking
- Saab 90 Scandia